# Domenico da Cortona

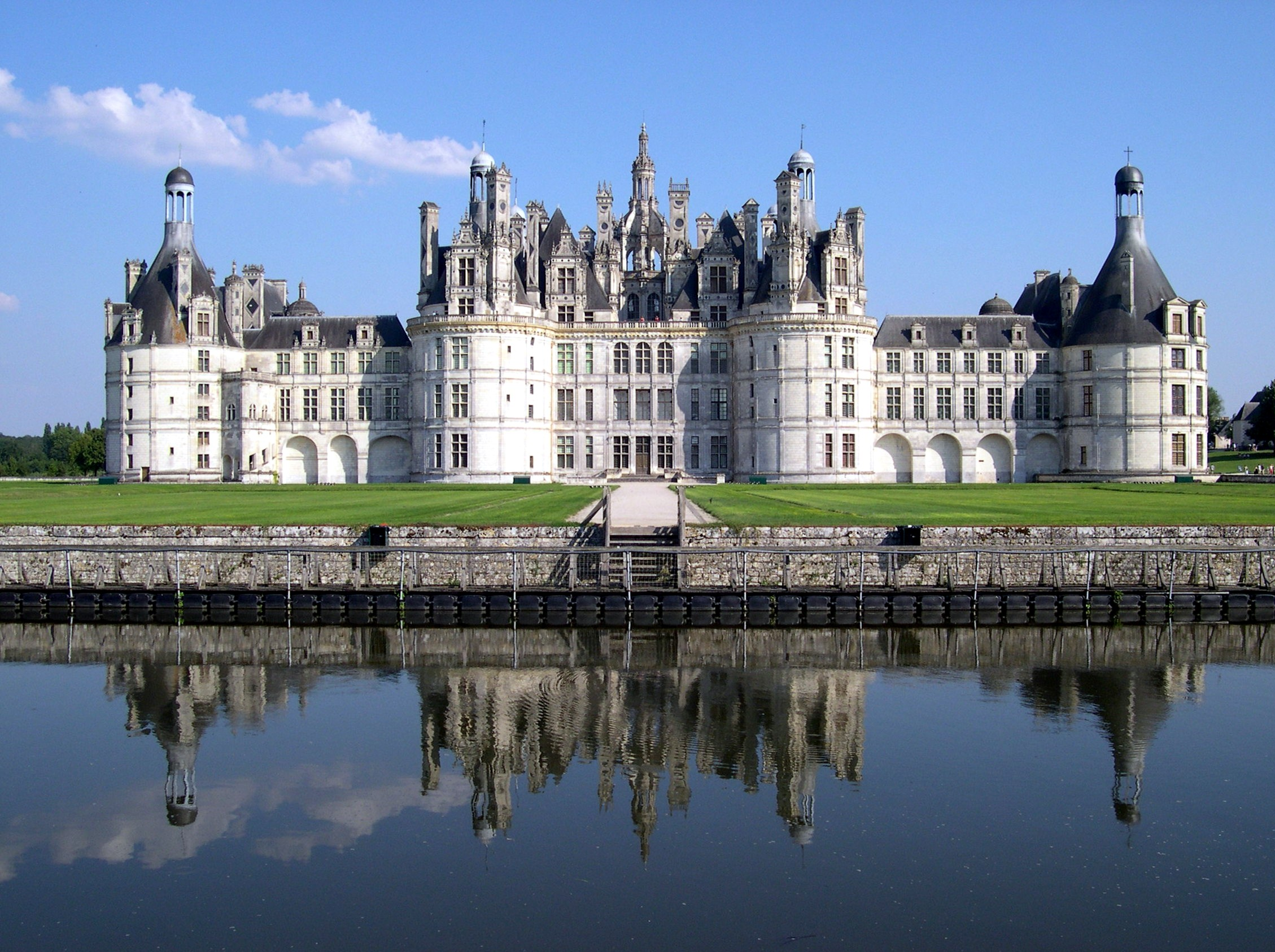
Castello di Chambord

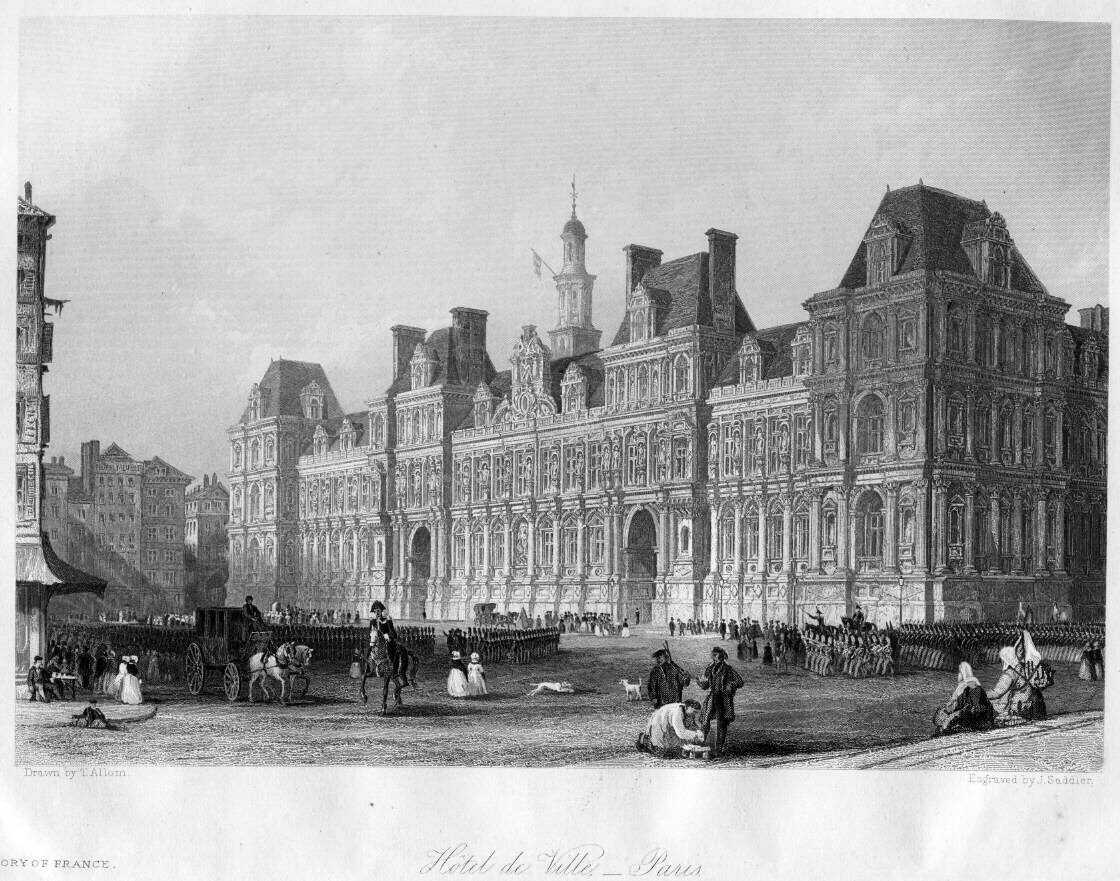
Hôtel-de-Ville di Parigi, prima della distruzione

Domenico Bernabei da Cortona (Cortona, 1465-1470 circa – Parigi probabilmente, 1549) è stato un architetto e intagliatore italiano, attivo soprattutto in Francia dove fu conosciuto anche come Boccador.

## Biografia
Fu allievo di Giuliano da Sangallo che forse seguì, ancora giovanissimo, in Francia essendo stato questi invitato nel 1495 da Carlo VIII durante la sua spedizione in Italia. In quel momento la corte francese fu la meta di una folta schiera di artigiani e artisti, tra cui per esempio fra Giocondo che ritornerà in Italia dopo alcuni anni, al contrario di Domenico da Cortona che, naturalizzato francese dal 1510, ci resterà fino alla morte, al servizio della corte.

## Opere
Una parte importante della sua attività riguardò architetture effimere, modelli in legno e arredi intagliati di cui non rimangono testimonianze e anche mobili per i castelli e Blois e di Amboise, nel quale visse per qualche periodo, alla corte del re.
Sotto il regno di Francesco I conobbe Leonardo da Vinci e partecipò ai lavori del castello di Blois e soprattutto di Chambord (1519-47), di cui probabilmente fu il progettista originario, anche se tanti si sono occupati dell'opera. L'edificio presenta un impianto e caratteri ancora medievali che Domenico da Cortona cercò di nascondere dietro un ricco apparato decorativo rinascimentale, ma che traboccano nella straordinaria copertura. 
Nel 1532 intraprese su incarico dal re la costruzione dell'Hôtel de Ville di Parigi, il cui attuale aspetto, però, è dovuto a una pesante ricostruzione dopo un disastroso incendio del 1871, durante la Comune.